# Hadakozó fejedelemségek kora (Kína)
A Hadakozó fejedelemségek kora (i. e. 453/403–i. e. 221) a Csou (Zhou)-dinasztia második felének, az ún. Keleti Csou (Zhou)-kornak az utolsó időszaka, amikorra a Csou (Zhou) királyi ház már minden hatalmát elvesztette, s a kínai területek felett hét nagyobb állam, Csi (Qi), Csu (Chu), Jen (Yan), Han, Csao (Zhao), Vej (Wei) és Csin (Qin) osztozott. A korszak kezdetét az jelentette, amikor i. e. 453-ban a megelőző időszak, a Tavasz és ősz korszak legerősebb fejedelemsége, Csin (Jin) három részre, Han, Vej (Wei) és Csao (Zhao) fejedelemségekre szakadt. A három új állam létrejöttét i. e. 403-ban szentesítette a Csou (Zhou)-házi király. A Hadakozó fejedelemségek korát az államok közötti állandó háborúk, illetve az államokon belüli centralizációs és reformkísérletek jellemezték. Ez a kor volt a kínai politikai filozófia aranykora. Az i. e. 3. század elejére három állam emelkedett ki a többi közül: Csi (Qi), Csu (Chu) és Csin (Qin). Végül az északnyugati Csin (Qin)nek sikerült legyőznie valamennyi riválisát, és i. e. 221-ben egyesítenie egész Kínát, és Csin (Qin)-dinasztia néven megteremtette az egységes kínai császárságot.

## Elnevezése
A Keleti- vagy Kései Zhou (Csou)-kor, vagyis az i. e. 770-től i. e. 221-ig terjedő időszak két részre osztott korszakát, a Tavasz és ősz korszaka (Csun-csiu si-taj (Chunqiu shidai) 春秋時代), valamint a Hadakozó fejedelemségek kora (Csan-kuo si-taj (Zhanguo shidai)  戰國時代) is utólag egy-egy történeti műről kapta a nevét, mivel mindkét mű az adott korszak történetét dolgozza fel. A magyarul A hadakozó fejedelemségek politikája vagy A hadakozó fejedelemségek intrikái (Csan-kuo cö (Zhanguo ce) 《戰國策》) címen fordított, az i. e. 209-ben összeállított művet Tsien Tsuen-hsuin (Csien Cun-hszin (Qian Zunxin) 錢存訓) a következőképpen jellemzi:

„Akárcsak a Tavasz és ősz (Chunqiu), a Hadakozó fejedelemségek (Zhangguo) kifejezés is a történeti mű címéből vált az adott korszak elnevezésévé. A sajátos stílusú könyv diplomáciai jellegű érveléssel és példákkal alátámasztva fejti ki a hatalmi politikák stratégiáit. A színes jellemzésekkel tarkított okos meggyőzés módszere szellemességet és humort kölcsönöz a műnek, melynek irodalmi értéke nagyobb, mint a történeti.”

## Története

Az államok térhódítása és átrendeződése a Hadakozó fejedelemségek idején

A Tavasz és ősz korszakban öt fejedelemség emelkedett ki a többi közül. Ezek közül az egyik, a központi fekvésű Csin (Jin) 晉 i. e. 453-ban három részre szakadt, mindháromban a Csin (Jin)ben korábban uralkodó dinasztia egy-egy főembere alakított saját uralkodóházat. Ezzel a jelentősebb fejedelemségek száma hétre emelkedett. A szakadást i. e. 403-ban az ekkor már valós hatalommal nem rendelkező Csou (Zhou) király is elismerte, innentől szokás számítani az új korszak, a Hadakozó fejedelemségek (Csan kuo (Zhan guo)) időszakának kezdetét.
Ebben a korszakban, miután a Csou (Zhou)-ház teljes eljelentéktelenedése nyilvánvalóvá vált, az államok közötti küzdelem még élesebb lett és új dimenziókat öltött. Már nem csak az országhatárok kiterjesztéséért, a minél nagyobb befolyásért harcoltak a fejedelemségek, hanem nyíltan vállalták az új célt, a többi állam megsemmisítését, a kínai világ egyesítését. A fejedelmek sorban felvették az eddig csak a Csou (Zhou)-ház által használt vang (wang), „király” címet, ezzel is jelezve, hogy immár az egész birodalomra igényt tartanak.
A harc általánossá válását elősegítette a vas, a „demokratikus” fém elterjedése. Kína ugyanis a Keleti Csou (Zhou)-korban lépett be a vaskorba. Vasból, a drágább bronzzal szemben, mezőgazdasági szerszámok is készültek, ami elősegítette a termelés hatékonyságának növekedését. Az új fém jelentősége a harcászatban még nagyobb volt: lehetővé tette, hogy a korábbi, arisztokratikus, költséges harci szekerekre épülő hadakozást felváltsa az olcsó vasfegyverekkel ellátott tömeghadseregek háborúja.
Az évszázados harcok folyamán az i. e. 3. századra végül három állam emelkedett ki: a déli Csu (Chu) 楚,, az északkeleti Csi (Qi) 齊 és az északnyugati Csin (Qin) 秦. A végső harc végül e három fejedelemség között zajlott, amely végül Csin (Qin) győzelmével zárult.
A hegemóniáért folytatott küzdelem két síkon folyt. A külpolitika területén megélénkült a diplomácia, szövetségek köttettek és bontattak fel, háború háborút követett. A lehető legsikeresebb szövetségi rendszer létrehozására, s ezzel a birodalom egyesítésére két elképzelés létezett. Az egyiket, a „horizontális szövetség” elvét Csin (Qin) próbálta elfogadtatni: ennek alapján keleten Csi (Qi) államra támaszkodva Csu (Chu) állammal szemben próbált tengelyt létrehozni. A másik, a „vertikális szövetség” terve Csu (Chu) államban született: ez Csin (Qin) kirekesztésével, Csi (Qi) és Csu (Chu) körül hozott volna létre erős államcsoportot a kisebb fejedelemségek részvételével. Ebből látszik, hogy valójában két ország állt egymással szemben: Csin (Qin) és Csu (Chu), s mindkettő Csi (Qi) államot próbálta megnyerni a terveihez.
A másik jelentősebb terület, ahol az egyesítési harc zajlott, az egyes államok bel- és gazdaságpolitikája volt. A hadakozás ugyanis nemcsak a harcmezőkön folyt. Azért, hogy a lehető legerősebb hadsereget tudják kiállítani, a fejedelemségek igyekeztek mindent alárendelni a katonaság fejlesztésének és ellátásának. Ehhez meg kellett találni a kormányzás, az erőforrások összpontosításának leghatékonyabb módjait. Az egyes államok sorra léptették életbe a különböző reformokat, s mint a történelem megmutatta, a legsikeresebb belső intézkedéseket végrehajtó állam lett az, amelyik az évszázados véres harcban végül felülkerekedett. A reformokhoz új eszmékre és képzett kormányzati szakemberekre volt szükség – ezeket biztosították a különböző filozófiai iskolák, elsősorban az i. e. 4. században megjelent legizmus. Ennek következtében a korszakra jellemző változás a hivatásos tisztviselők megjelenése a kormányzatban és a városok fontosságának megnövekedése, mivel a közigazgatási központok idekerültek, továbbá a polgárság kialakulása.

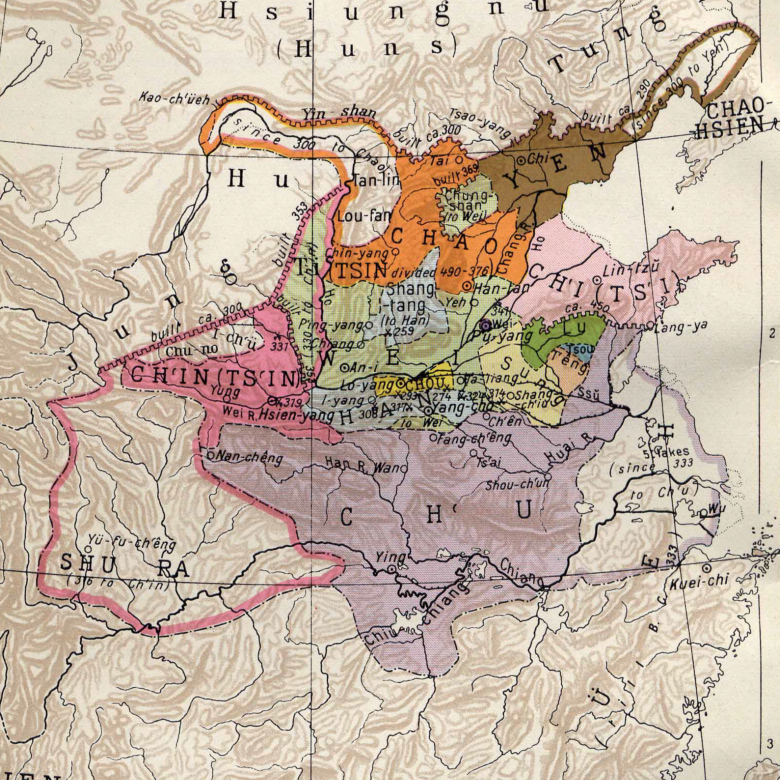
A Hadakozó fejedelemségek korának államai i. e. 350 körül.

|  |                       |
|  | Csu (Chu)             |
|  | Han (Han)             |
|  | Lu (Lu)               |
|  | Csi (Qi)              |
|  | Csin (Qin)            |
|  | Szung (Song)          |
|  | Teng (Teng)           |
|  | Vej (Wei)             |
|  | Jan (Yan)             |
|  | Csao (Zhao)           |
|  | Csou (Zhou)-dinasztia |
|  | Cou (Zou)             |

### Magyarul
- ↑ Ecsedy 1992:  Ecsedy Ildikó: Ex Oriente Lux. Bevezetés a régi Kína társadalmának és kultúrájának történetébe. Tanulmányok Kínáról Európa Ókorában. Miskolc, Miskolci Bölcsész Egyesület. 1992. ISBN 963 7528 032
- ↑ Gernet 2001:  Jacques Gernet: A kínai civilizáció története. Budapest, Osiris Kiadó, 2001. ISBN 963 389 111 6
- ↑ Maspero 1978:  Henri Maspero: Az ókori Kína. Fordította: Csongor Barnabás. Budapest: Gondolat Kiadó, 1978. ISBN 963 280 595 X
- ↑ Salát 2013:  Salát Gergely: „Történeti áttekintés”. In Kósa Gábor - Várnai András (szerk.): Bölcselők az ókori Kínában. Magyar Kína-kutatásért Alapítvány, Budapest 2013. pp. 10–31. ISBN 978-963-284-374-2
- ↑ Tokaji 2003:  Szun Pin: A háború művészete (ford., jegyz.: Tokaji Zsolt). Szukits Könyvkiadó, Pécs 2003. ISBN 963 9344 63 X

### Idegen nyelven
↑ Tsien 1993:  Tsien, Tsuen-hsuin 錢存訓: "Chan kuo ts'e 戰國策". In Michael Loewe (szerk.). Early Chinese Texts: A Bibliographical Guide. The Society for the Study of Early China and the Institute of East Asian Studies, University of California. pp. 1–11. ISBN 1-55729-043-1